# حقوق الإنسان في كوسوفو
لقد كانت حقوق الإنسان في كوسوفو موضوعًا مثيرًا للجدل بسبب تاريخ البلاد من التوتر العرقي ونضالها من أجل الاستقلال. قد برز هذا الأمر بشكل واضح أثناء اندلاع حرب كوسوفو والتدخل اللاحق لمنظمة حلف شمال الأطلسي (الناتو). وعلى وجه الخصوص، كانت هذه الحرب والصراعات الأخرى في البلقان محور اهتمام أدوات حقوق الإنسان الأوروبية مثل مجلس أوروبا، ومنظمة الأمن والتعاون في أوروبا ، والاتحاد الأوروبي.
بعد أن حصلت على استقلالها في عام 2009 ، حققت كوسوفو العديد من الإنجازات المهمة في مجال دعم وحماية حقوق الإنسان .

## الصراع العرقي
يوجد في كوسوفو أقليات عرقية متعددة تشمل الصرب، وألبان كوسوفو ، والأتراك الغجر، والسلاف المسلمين، وأقليات أخرى. كانت الحرب التي اندلعت من عام 1998 إلى عام 1999 الصراع الثالث الذي يشمل يوغوسلافيا السابقة وجاءت بعد الحروب في البوسنة وكرواتيا . لقد تم تدبير كل هذه الأحداث من قبل الرجل القوي الصربي سلوبودان ميلوسيفيتش، زعيم صربيا والجبل الأسود (جمهورية يوغوسلافيا الاتحادية)، التي كانت تسيطر على كوسوفو كمقاطعة قبل الحرب.
إن الوعد الذي أطلقه ميلوسيفيتش أثناء حملته الانتخابية عام 1987 بالدفاع عن الصرب في كوسوفو هو ما دفعه إلى السلطة. لدى الصرب روابط عاطفية قوية مع كوسوفو حيث يعتبرون المنطقة مهدًا لأمتهم. قبل نظام ميلوسيفيتش، كانت كوسوفو تتمتع بوضع مستقل أعطى الألبان العرقيين حقوقًا، وقد ضمن الدستور اليوغوسلافي لعام 1974 ذلك. وعندما أصبح ميلوسيفيتش رئيسًا لصربيا، أنهى الوضع الخاص لكوسوفو وقمع اللغة والثقافة الألبانية. قد أدى ذلك إلى ظهور المعارضة اللاعنفية وصعود هياكل الدولة الموازية مثل الرابطة الديمقراطية لكوسوفو . قد أدى هذا أيضًا إلى إنشاء جيش تحرير كوسوفو ، وهي ميليشيا انفصالية من أصل ألباني تهدف إلى تحرير كوسوفو.
بحلول عام 1997، بدأت السلطات الصربية حملة ضد الألبان كجزء من حملتها القمعية ضد جيش تحرير كوسوفو وحملاته الحربية العدوانية العنيفة على نحو متزايد. وبعد عامين، قامت السلطات الصربية بتهجير الآلاف من الألبان الكوسوفيين ذوي الأغلبية المسلمة، والذين شكلوا أغلبية سكان الإقليم. وجاء ذلك ردا على انتفاضة الجماعة القومية المتمردة. وفي حديثه أمام مجلس الأمن التابع للأمم المتحدة، قال الأمين العام للأمم المتحدة آنذاك كوفي عنان: قد أدى القتال في كوسوفو إلى نزوح جماعي للسكان المدنيين، وتدمير واسع النطاق للقرى ووسائل العيش، والصدمة العميقة واليأس لدى السكان النازحين. وقد تم تدمير العديد من القرى بالقصف والحرق في أعقاب العمليات التي نفذتها القوات الفيدرالية وقوات الحكومة الصربية.
استشهد عنان بالاستخدام غير المتناسب للقوة وتصرفات قوات الأمن، التي تم تنفيذها بغرض إرهاب السكان المدنيين وإخضاعهم. في المجمل، أدت الحرب إلى نزوح وطرد ما يقرب من مليون ألباني خارج البلاد في مسيرات قسرية. علاوة على ذلك، واصلت قوات الأمن الصربية حملة إرهابية في المجتمعات المحلية. بحسب البيانات المتاحة، قُتل ما بين 10 آلاف و15 ألف ألباني ونزح 80% من سكان كوسوفو. وبما أن الألبان المسلمين يشكلون أغلبية سكان كوسوفو، فقد زعم المجتمع الدولي أن حملة ميلوسيفيتش كانت تهدف إلى إخلاء الإقليم من سكانه.
أطلقت منظمة حلف شمال الأطلسي عملية القوات المتحالفة في عام 1999 رداً على التطهير العرقي المستمر وانتهاكات حقوق الإنسان التي ارتكبتها القوات الصربية. وكان الهدف هو إجبار حكومة ميلوسيفيتش على وقف أفعالها في كوسوفو. بعد تحقيق ذلك وإنشاء بعثة الأمم المتحدة في كوسوفو ، استمرت موجات العنف ضد الأقليات العرقية. على سبيل المثال، بينما كانت السلطات تستعد لاستيعاب وصول قوات حلف شمال الأطلسي، كشفت التقارير الأبرشية المقدمة إلى الكنيسة الأرثوذكسية الصربية عن استمرار ارتكاب انتهاكات انتقامية مروعة. على سبيل المثال، ذكر تقرير عن بريشتينا أن "موجة غير مسبوقة من العنف والنهب والقتل والاختطاف انتشرت في جميع أنحاء الإقليم، وخاصة في المدن، حيث كان الضحايا الرئيسيون هم الصرب والغجر والغوراني والمسلمين البوسنيين المتبقين". أشارت البيانات الرسمية التي أكدتها السلطات الصربية وبعثة الأمم المتحدة في كوسوفو إلى أنه بحلول الأول من يناير 1998، كان هناك 1303 مفقودين، بما في ذلك 944 من الصرب و210 من الغجر المسلمين و149 من الألبان العرقيين.
قيل إن مسؤولي بعثة الأمم المتحدة في كوسوفو شعروا بالحيرة والإحباط إزاء الهجمات المتواصلة ضد الأقليات حتى بعد الحرب، وأشاروا إلى مشكلة معينة وهي أن مشاركة الأمم المتحدة في كوسوفو من خلال بعثة الأمم المتحدة في كوسوفو كانت تفتقر إلى الدعم التشريعي. لم يتضمن قرار مجلس الأمن التابع للأمم المتحدة رقم 1244، الذي أنشأ هذه البعثة، أي بند ينص على حماية الأقليات وتعزيز التعدد العرقي. يرى المراقبون، بما في ذلك مسؤولون من بعثة الأمم المتحدة في كوسوفو، أن هذا الافتقار إلى الالتزام الصريح بكوسوفو متعددة الأعراق أرسل إشارات خاطئة إلى المتطرفين الذين ارتكبوا أعمال العنف. في وقت لاحق، تناولت الاستجابة الدولية للصراع العرقي في كوسوفو قضايا الحقوق الثقافية . على سبيل المثال، أصبحت هذه إحدى استراتيجيات حلف شمال الأطلسي أثناء إدارته المؤقتة لكوسوفو من أجل تهدئة المنطقة وتأسيس مسار نحو السلام على المدى الطويل.
وكان أحد التدابير التي اتخذتها كوسوفو رداً على تاريخها من انتهاكات حقوق الإنسان هو إنشاء لجنة الحقيقة والمصالحة . هذه الوكالة مكلفة بالتحقيق في انتهاكات حقوق الإنسان التي ارتكبت خلال حرب كوسوفو. كما تم إنشاء منظمات لملاحقة مجرمي الحرب. من الأمثلة على ذلك مركز القانون الإنساني، الذي أسسته عالمة الاجتماع الصربية والمدافعة عن حقوق الإنسان ناتاشا كانديتش بعد الحرب، افتتحت مكتبًا في بريشتينا وعملت مع المسؤولين الحكوميين والضحايا والشهود لمقاضاة مجرمي الحرب.

## الإتجار بالبشر
تعد قضية الإتجار بالبشر إحدى القضايا الحرجة التي تثير القلق فيما يتعلق بحقوق الإنسان في كوسوفو. في أوائل العقد الأول من القرن الحادي والعشرين، كان يُنظر إلى البلاد باعتبارها واحدة من مراكز الاتجار بالبشر في البلقان . على سبيل المثال، وفقًا لمنظمة العفو الدولية ، تم بيع النساء المتاجر بهن، واللواتي جئن من أفقر بلدان أوروبا، أثناء الترانزيت إلى عملاء في أوروبا الغربية مثل إيطاليا، وهولندا، والمملكة المتحدة. بعيدًا عن انتهاك حريتهن، حُرمت حوالي 36 بالمائة من هؤلاء النساء من أي شكل من أشكال الرعاية الطبية، وأُجبرت الأغلبية على ممارسة الجنس دون وقاية. بحلول عام 2023، ستكون كوسوفو قد حققت تقدماً كبيراً في معالجة مشكلة الإتجار بالبشر. أصبحت شرطة كوسوفو تمتلك الآن مديرية لمكافحة الاتجار بالبشر، والتي تقوم بالتحقيق في جميع قضايا الاتجار بالبشر من خلال وحداتها الإقليمية الثماني. كما يوجد منسق خاص تم تعيينه داخل مكتب المدعي العام للتعامل مع قضايا الاتجار بالبشر.

## قضايا أخرى
في عام 2022، أشارت وزارة الخارجية الأمريكية إلى استمرار المشاكل المتعلقة بحقوق الإنسان مثل الفساد والإفلات من العقاب من جانب حكومة كوسوفو . تشمل هذه الانتهاكات أيضًا عمليات القتل بدوافع سياسية، وتشمل القضايا الأخرى أشكالاً مختلفة من الإساءة والعنف فضلاً عن مضايقة الأقليات العرقية. من الجدير بالملاحظة أنه على الرغم من الخطوات الكبيرة التي قطعتها السلطات في معالجة انتهاكات وتجاوزات حقوق الإنسان، فإن العقوبة وإنفاذ القوانين كانت تفتقر في بعض الأحيان إلى الاتساق.